# On a Day Like Today
On a Day Like Today je osmé studiové album kanadského rockového hudebníka Bryana Adamse. Vydáno bylo 27. října 1998 prostřednictvím vydavatelství A&M Records. Jedná se o nejméně úspěšnou desku Adamse od jeho debutu Bryan Adams; album se v hitparádách udrželo pouhé dva týdny. Texty obvykle pojednávaly o romantice, především o milostných trojúhelnících.

## Seznam skladeb
| Pořadí         | Název                                     | Autor                        | Producent(i)              | Délka |
| -------------- | ----------------------------------------- | ---------------------------- | ------------------------- | ----- |
| 1.             | How Do Ya Feel Tonight                    | Bryan Adams, Phil Thornalley | Adams, Bob Rock           | 4:46  |
| 2.             | C'mon C'mon C'mon                         | Adams, Gretchen Peters       | Adams, Rock               | 3:36  |
| 3.             | Getaway                                   | Adams, Peters                | Adams, Rock               | 3:47  |
| 4.             | On a Day Like Today                       | Adams, Thornalley            | Adams, Thornalley         | 3:28  |
| 5.             | Fearless                                  | Adams, Eliot Kennedy         | Adams, Rock               | 3:52  |
| 6.             | I'm a Liar                                | Adams, Peters                | Adams, Rock               | 4:16  |
| 7.             | Cloud Number Nine                         | Adams, Max Martin, Peters    | Adams, Rock               | 3:45  |
| 8.             | When You're Gone (feat. Melanie Chisholm) | Adams, Kennedy               | Adams, Rock               | 3:24  |
| 9.             | Inside Out                                | Adams, Peters                | Adams, Rock               | 4:43  |
| 10.            | If I Had You                              | Adams                        | Adams, Rock, Phil Western | 4:03  |
| 11.            | Before the Night Is Over                  | Adams, Martin                | Adams, Rock               | 3:48  |
| 12.            | I Don't Wanna Live Forever                | Adams, Peters                | Adams, Rock               | 3:14  |
| 13.            | Where Angels Fear to Tread                | Adams, Peters                | Adams                     | 3:47  |
| Celková délka: | Celková délka:                            | Celková délka:               | Celková délka:            | 55:14 |

## Obsazení
- Bryan Adams – zpěv, kytara, piano
- Keith Scott – kytara, basová kytara
- Mickey Curry – bicí

Hosté
- Phil Thornalley – kytara, basová kytara
- Dave Pickell – piano, varhany
- Danny Cummings – perkuse
- Melanie Chisholm – zpěv